# Raión de Lovózero
El raión de Lovózero (ruso: Лово́зерский райо́н) es un distrito administrativo y municipal (raión) ruso perteneciente a la óblast de Múrmansk. Se ubica en el este de la óblast. Su capital es Lovózero, aunque la localidad más poblada es Revda.
En 2019, el raión tenía una población de 10 924 habitantes.
Su territorio tiene salida al océano Ártico por el noreste y este. En su costa ártica se enclava, sin pertenecer al raión, la ciudad cerrada de Ostrovnói.

## Subdivisiones
Comprende el asentamiento de tipo urbano de Revda y el asentamiento rural de Lovózero. Estas dos entidades locales suman un total de cinco localidades.